# Melanaethus robustus
Melanaethus robustus är en insektsart som beskrevs av Philip Reese Uhler 1877. Melanaethus robustus ingår i släktet Melanaethus och familjen taggbeningar. Inga underarter finns listade i Catalogue of Life.